# Puy-Saint-Gulmier
 Puy-Saint-Gulmier  es una población y comuna francesa, situada en la región de Auvernia, departamento de Puy-de-Dôme, en el distrito de Riom y cantón de Pontaumur.

## Demografía
| 301 | 264 | 246 | 229 | 203 | 159 |
| Para los censos de 1962 a 1999 la población legal corresponde a la población sin duplicidades (Fuente: INSEE [Consultar]) |     |     |     |     |     |